# Сражение у Иковской слободы
Сражение у Иковской слободы — сражение, произошедшее 20 (31) марта 1774 — 22 марта (2 апреля) 1774 года в ходе крестьянской войны 1773-1775 годов, состоявшееся между отрядами восставших крестьян под командованием атамана Семёна Андреева Новгородова и есаула Ивана Алфёрова Иликаева с одной стороны и правительственных войск под командованием премьер-майора Георгия Эртмана и секунд-майор Петра Фадеева с другой стороны, закончившееся разгромом крестьянских отрядов у Иковской слободы и положившее начало серии поражений крестьянских выступлений в Ялуторовском дистрикте Сибирской губернии. Итогом поражения послужило подавление к лету 1774 года крестьянских выступлений в Западной Сибири во время пугачевского восстания. Одно из крупных столкновений Крестьянской войны в западной части Сибирской губернии. 

## Предыстория
Первые известия о выступлении Емельяна Ивановича Пугачёва были получены в Тобольске сибирским губернатором Денисом Ивановичем Чичериным 11 (22) октября 1773 года и в Омске командующим Сибирским корпусом генерал-поручиком Иваном Александровичем Деколонгом 14 (25) октября 1773 года. Немедленно властями были приняты меры. "Разгласители" о Петре III были подвергнуты жестокому наказанию.
В октябре 1773 года сибирский губернатор Д. И. Чичерин в целях увеличения войск на случай прихода Пугачёва издал приказ о сборе выписных казаков. Был объявлен набор в казаки "вольножелающих" крестьян, Крестьянство охотно вступало в казаки. В Ялуторовском дистрикте вступили в казаки 1200 "вольножелающих крестьян".
С началом волнений на уральских заводах начались и выступления выписных казаков. В феврале 1774 года восстание охватило Ялуторовский дистрикт (из 12 слобод бунтовали 11 слобод и 178 деревень с населением свыше 16850 душ мужского пола). В восставших слободах крестьяне захватили почти всю местную администрацию. Руководителями движения в Западной Сибири были ясачный татарин Иван Алфёров сын Иликаев, крестьяне Семён Андреев Новгородов, Андрей Тюленев, Яков Кудрявцев, Андрей Кремнёв. 24 февраля (7 марта)  1774 года мятежники подошли к Иковской слободе (ныне деревня Иковское Белозерского муниципального округа Курганской области). Отряд капитана Смолянинова (1200 выписных казаков из крестьян Ялуторовского дистрикта и рота солдат) был готов к обороне, но большинство его войск перешло на сторону пугачёвцев. Капитан с четырьмя офицерами под стражей был отправлен в Царёвогородищенскую слободу (с 1776 — Курганская слобода, ныне город Курган), где Смолянинова повесили по приказу есаула Ивана Иликаева.
26 февраля (9 марта)  1774 года управитель Ялуторовского дистрикта надворный советник Бабановский сообщил начальнику Сибирской пограничной линии генерал-поручику И.А. Деколонгу о надвигающейся над ним опасности.
На подавление выступлений была отправлена следовавшая из Кузнецка через Петропавловск 13-я лёгкая полевая команда под командованием премьер-майора Георгия Эртмана. Для усиления 28 февраля (11 марта)  1774 года ей были прикомандированы 50 казаков с Сибирской пограничной линии (численность команды в 300 человек в разных источниках указывается до или после прикомандирования 50 казаков). 4 (15) марта 1774 года был разгромлен отряд восставших под Осиповой слободой (ныне село Суерка Упоровского района Тюменской области). 6 (17) марта 1774 года был разгромлен отряд атамана Ивана Ковалевского под Усть-Суерской (Пуховой) слободой (ныне село Усть-Суерское Белозерского муниципального округа Курганской области). Из 3 тыс. восставших было убито 600 человек, в том числе атаман И.И. Ковалевский, 130 были захвачены в плен и казнены. Были захвачены две 5-фунтовых пушки, три 3-фунтовых пушки и одна фунтовая пушка. Дальнейшее следование команды Эртмана шло через Кизакскую и Верхнесуерскую слободы. 16 (27) марта 1774 года команда заняла Марайскую слободу.
19 (30) марта 1774 года Эртманом была командирована егерская команда под командованием подпоручика Лосенкова с 20 драгунами и 50 казаками при прапорщике Черноусове и 1 орудии. Они выявили большой отряд мятежников в районе деревни Белый Яр.
Правительственные войска, в составе одной конной и двух мушкетёрских рот под командованием премьер-майора Георгия Эртмана укрепились в Иковской слободе. Здесь отряд правительственных войск был окружён со всех сторон основными силами восставших крестьян под предводительством атамана Семёна Андреева Новгородова и есаула Ивана Алфёрова сына Иликаева.

## Ход сражения
Премьер-майор Георгий Эртман укрепился в Иковской слободе. 19 (30) марта 1774 года он был окружён объединёнными отрядами атамана Семёна Андреева Новгородова (2 тыс. крестьян Ялуторовского дистрикта) и есаула Ивана Алфёрова Иликаева (3 тыс. чел.: ичкинские татары, башкиры, мещеряки и крестьяне Окуневского и Куртамышского дистриктов). Началась артиллерийская перестрелка. 
После неудачной вылазки Эртман вызвал из Усть-Суерской слободы отряд секунд-майора Петра Фадеева. Оба отряда соединились 20 (31) марта 1774 года. Крестьяне укрепились под слободой: поставили в трёх местах пушки, выкопали из снега ров сажень в 30 с выходами с обеих сторон и начали сильный пушечный обстрел. Артиллерийская перестрелка продолжалась всю ночь с 20 на 21 марта. 
Крестьяне укрепились в одной версте от слободы на Крутоярском протоке, поставив там 5 пушек, и, соорудив снежный вал, облили водой, превратив его в подобие укрепления. На рассвете 21 марта (1 апреля)  1774 года войска Эртмана предприняли атаку с целью захвата Крутоярского протока: пехота, егери, конные, драгуны и казаки, везя с собой два орудия, спустились к реке. Здесь они были встречены пушечным огнём. Атака была отбита. Целый день затем продолжался пушечный обстрел, но правительственные войска «по укреплению их того рва и батарей выгнать и отбить от слободы (крестьян) не могли». Священник Христорождественской церкви Царёва Городища Лаврентий Иванович Антонов подъехал к слободе и предлагал правительственным войскам сдаться «на милость императору Петру Третьему»
22 марта (2 апреля)  1774 года секунд-майор Пётр Фадеев с одной мушкетёрской и одной конной ротами и с казаками, используя артиллерию, произвёл новую атаку. Преодолевая ожесточённое сопротивление восставших, Фадеев спустился к реке Тоболу и напал на крестьянские батареи, разбив их и захватив две 3-фунтовые пушки. На помощь Фадееву двинулся со всеми своими силами Эртман. Восставшие, потерявшие окало 700 человек убитыми и 52 человека пленными, были разбиты. По показаниям пленных, под слободой находилось около 5 тыс. восставших крестьян, яицких казаков и башкир. В боях под Иковской слободой, вместе с атаманом Новогородовым и священником Лаврентием Антоновым активное участие принимали утяцкие крестьяне Андрей Тюленев и Яков Кудрявцов, дьякон Андрей Антонов, дьячки Тимофей Бурцов и Гаврила Кокшарской. В отряде Эртмана убито 5 нижних чинов и 5 (или 16) раненых.
Есаул И. Иликаев со своим отрядом направился в Оренбургскую губернию. Новгородов для его удержания начал перестрелку из ружей. Иликаев, отстреливаясь, «вовсе ушел». После ухода наиболее подготовленных к военным действиям казаков и башкир крестьяне начали расходиться по домам. Первыми покинули отряд крестьяне Куртамышского дистрикта, потом – Утятской, Лебяжьевской и Белозерской слобод.

## Итоги сражения
Поражение крестьян под Иковской слободой решило исход событий, так как в этом бою были разгромлены основные силы восставших. Крестьяне отступили к Утяцкой слободе. Правительственные войска двинулись к Царёвогородищенской слободе. Крестьяне обратились за помощью к Пугачёву, ибо сами уже не могли оказать сопротивления правительственным войскам. 24 марта (4 апреля)  1774 года отряд Эртмана без сопротивления вступил в Царёвогородищенскую слободу.
28 марта (8 апреля)  1774 года Эртман соединился с командою секунд-майора фон Трейблюта, шедшей с Сибирской линии из Омска через редут Песчаный (442 человека при 4-х орудиях), и 29 марта (9 апреля)  1774 года взял Утяцкую слободу. Крестьянские отряды рассеялись. Новогородов бежал, но был схвачен 3 (14) апреля 1774 года и отправлен в Тобольск, при допросах и пытках он «не имел раскаяния», его судили и сослали на каторгу в Рогервик (ныне город Палдиски в Эстонии). Ялуторовский дистрикт был «усмирён».
Указом от 9 (20) апреля 1774 года Военная коллегия присвоила Петру Фадееву чин премьер-майора.
По заявлению Чичерина, при подавлении восстания было убито более 3 тыс. человек, захвачено свыше 400 руководителей, «зачинщиков бунта». Арестованных держали скованными. На допросах применялись пытки. Приговоры были крайне суровы: избиению кнутом с вырезанием ноздрей, многие были сосланы на вечную каторгу на Колывано-Воскресенские заводы, причём предписывалось использовать их «в тяжких работах скованных», некоторые были повешены. По приговору Тайной экспедиции Сената 151 участник бунта в Сибирской губернии был наказан: 30 человек, годных к службе навечно записали в солдаты, 65 человек были приговорены к многомесячному содержанию под стражей, 16 человек были сосланы на каторжные работы, 29 человек — на поселение, а 11 человек умерли, не дождавшись приговора.